# Cactus and Succulent Journal
Cactus and Succulent Journal, (abreujat Cact. Succ. J. o Cact. Succ. J. (Los Angeles)), és una revista amb descripcions botàniques especialitzada en plantes suculentes, que és editada per Cactus and Succulent Society of America. Es van editar tres volums el 1932 i va ser precedida per J. Cact. Succ. Soc. Amer..